# Almáskamarás
Almáskamarás este un sat în districtul Mezőkovácsháza, județul Békés, Ungaria, având o populație de 979 de locuitori (2011). 

## Demografie
Componența etnică a satului Almáskamarás
     Maghiari (68,5%)
     Germani (31,16%)
     Necunoscut (0,33%)
     Alții (0,33%)
Componența confesională a satului Almáskamarás
     Romano-catolici (35,14%)
     Fără religie (31,36%)
     Reformați (5,72%)
     Luterani (1,53%)
     Necunoscută (25,54%)
     Alte religii (1,63%)
Conform recensământului din 2011, satul Almáskamarás avea 979 de locuitori. Din punct de vedere etnic, majoritatea locuitorilor (68,5%) erau maghiari, cu o minoritate de germani (31,16%). Apartenența etnică nu este cunoscută în cazul a 0,33% din locuitori. Nu există o religie majoritară, locuitorii fiind romano-catolici (35,14%), persoane fără religie (31,36%), reformați (5,72%) și luterani (1,53%). Pentru 25,54% din locuitori nu este cunoscută apartenența confesională.